# Politiek in Noord-Holland
De provincie Noord-Holland wordt bestuurd vanuit het provinciehuis in de hoofdstad Haarlem.

## Provinciale Staten
| Uitslagen van de verkiezingen voor Provinciale Staten vanaf 2007 | Uitslagen van de verkiezingen voor Provinciale Staten vanaf 2007 | Uitslagen van de verkiezingen voor Provinciale Staten vanaf 2007 | Uitslagen van de verkiezingen voor Provinciale Staten vanaf 2007 | Uitslagen van de verkiezingen voor Provinciale Staten vanaf 2007 | Uitslagen van de verkiezingen voor Provinciale Staten vanaf 2007 | Uitslagen van de verkiezingen voor Provinciale Staten vanaf 2007 | Uitslagen van de verkiezingen voor Provinciale Staten vanaf 2007 | Uitslagen van de verkiezingen voor Provinciale Staten vanaf 2007 | Uitslagen van de verkiezingen voor Provinciale Staten vanaf 2007 | Uitslagen van de verkiezingen voor Provinciale Staten vanaf 2007 | Uitslagen van de verkiezingen voor Provinciale Staten vanaf 2007 | Uitslagen van de verkiezingen voor Provinciale Staten vanaf 2007 |
| Partij                                                           | Partij                                                           | 2007                                                             | 2007                                                             | 2011                                                             | 2011                                                             | 2015                                                             | 2015                                                             | 2019                                                             | 2019                                                             | 2023                                                             | 2023                                                             |                                                                  |
| Partij                                                           | Partij                                                           | %                                                                | Zetels                                                           | %                                                                | Zetels                                                           | %                                                                | Zetels                                                           | %                                                                | Zetels                                                           | %                                                                | Zetels                                                           |                                                                  |
| ---------------------------------------------------------------- | ---------------------------------------------------------------- | ---------------------------------------------------------------- | ---------------------------------------------------------------- | ---------------------------------------------------------------- | ---------------------------------------------------------------- | ---------------------------------------------------------------- | ---------------------------------------------------------------- | ---------------------------------------------------------------- | ---------------------------------------------------------------- | ---------------------------------------------------------------- | ---------------------------------------------------------------- | ---------------------------------------------------------------- |
|                                                                  | BoerBurgerBeweging                                               | -                                                                | -                                                                | -                                                                | -                                                                | -                                                                | -                                                                | -                                                                | -                                                                | 13,64                                                            | 8                                                                |                                                                  |
|                                                                  | Volkspartij voor Vrijheid en Democratie                          | 22,73                                                            | 13                                                               | 22,32                                                            | 13                                                               | 18,58                                                            | 11                                                               | 14,52                                                            | 9                                                                | 12,76                                                            | 8                                                                |                                                                  |
|                                                                  | GroenLinks                                                       | 9,68                                                             | 5                                                                | 8,01                                                             | 5                                                                | 7,11                                                             | 4                                                                | 15,26                                                            | 9                                                                | 11,40                                                            | 7                                                                |                                                                  |
|                                                                  | Partij van de Arbeid                                             | 19,32                                                            | 11                                                               | 19,99                                                            | 11                                                               | 11,47                                                            | 7                                                                | 9,78                                                             | 6                                                                | 11,09                                                            | 7                                                                |                                                                  |
|                                                                  | Democraten 66                                                    | 3,79                                                             | 2                                                                | 11,34                                                            | 6                                                                | 15,57                                                            | 10                                                               | 9,94                                                             | 6                                                                | 7,40                                                             | 4                                                                |                                                                  |
|                                                                  | Partij voor de Dieren                                            | 3,74                                                             | 2                                                                | 2,48                                                             | 1                                                                | 4,79                                                             | 3                                                                | 6,07                                                             | 3                                                                | 7,32                                                             | 4                                                                |                                                                  |
|                                                                  | JA21                                                             | -                                                                | -                                                                | -                                                                | -                                                                | -                                                                | -                                                                | -                                                                | -                                                                | 5,45                                                             | 3                                                                |                                                                  |
|                                                                  | Partij voor de Vrijheid                                          | -                                                                | -                                                                | 11,84                                                            | 6                                                                | 10,95                                                            | 6                                                                | 5,60                                                             | 3                                                                | 4,71                                                             | 3                                                                |                                                                  |
|                                                                  | Volt Nederland                                                   | -                                                                | -                                                                | -                                                                | -                                                                | -                                                                | -                                                                | -                                                                | -                                                                | 4,50                                                             | 2                                                                |                                                                  |
|                                                                  | Christen-Democratisch Appèl                                      | 17,67                                                            | 10                                                               | 8,89                                                             | 5                                                                | 9,54                                                             | 5                                                                | 6,81                                                             | 4                                                                | 4,00                                                             | 2                                                                |                                                                  |
|                                                                  | Forum voor Democratie                                            | -                                                                | -                                                                | -                                                                | -                                                                | -                                                                | -                                                                | 15,33                                                            | 9                                                                | 3,51                                                             | 2                                                                |                                                                  |
|                                                                  | Socialistische Partij                                            | 15,73                                                            | 9                                                                | 9,61                                                             | 5                                                                | 10,57                                                            | 6                                                                | 5,01                                                             | 3                                                                | 3,38                                                             | 2                                                                |                                                                  |
|                                                                  | 50PLUS                                                           | -                                                                | -                                                                | 1,74                                                             | 1                                                                | 3,19                                                             | 1                                                                | 2,76                                                             | 1                                                                | 3,05                                                             | 2                                                                |                                                                  |
|                                                                  | ChristenUnie                                                     | 3,35                                                             | 2                                                                | 1,73                                                             | 1                                                                | 2,70                                                             | 1                                                                | 3,13                                                             | 1                                                                | 2,08                                                             | 1                                                                |                                                                  |
|                                                                  | DENK                                                             | -                                                                | -                                                                | -                                                                | -                                                                | -                                                                | -                                                                | 2,40                                                             | 1                                                                | 1,24                                                             | 0                                                                |                                                                  |
|                                                                  | Onafhankelijke Politiek Noord-Holland                            | 3,19                                                             | 1                                                                | 1,88                                                             | 1                                                                | 2,06                                                             | 1                                                                | 1,57                                                             | 0                                                                | 1,00                                                             | 0                                                                |                                                                  |
|                                                                  | overige partijen                                                 | 0,79                                                             | 0                                                                | 0,18                                                             | 0                                                                | 3,47                                                             | 0                                                                | 1,83                                                             | 0                                                                | 3,44                                                             | 0                                                                |                                                                  |
| totaal                                                           | totaal                                                           | 100                                                              | 55                                                               | 100                                                              | 55                                                               | 100                                                              | 55                                                               | 100                                                              | 55                                                               | 100                                                              | 55                                                               |                                                                  |
| opkomstpercentage                                                | opkomstpercentage                                                | 45,04                                                            |                                                                  | 57,25                                                            |                                                                  | 47,22                                                            |                                                                  | 56,34                                                            |                                                                  | 56,83                                                            |                                                                  |                                                                  |

## Gedeputeerde Staten
Arthur van Dijk (VVD) is sinds 7 januari 2019 commissaris van de Koning.

### 2007-2011
Het college van Gedeputeerde Staten berustte op een coalitie van VVD, PvdA, CDA en GroenLinks en bestond uit de volgende gedeputeerden:
- Sascha Baggerman - PvdA
- Jaap Bond - CDA
- Laila Driessen-Jansen - VVD
- Bart Heller - GroenLinks
- Rinske Kruisinga - CDA
- Rob Meerhof - PvdA
- Elisabeth Post - VVD

### 2011-2015
Het college van Gedeputeerde Staten berustte op een coalitie van VVD, PvdA, D66 en CDA en bestond uit de volgende gedeputeerden:
- Jaap Bond - CDA
- Joke Geldhof - D66
- Elisabeth Post - VVD
- Jan van Run - VVD
- Elvira Sweet - PvdA
- Tjeerd Talsma - PvdA (overleden op 3 november 2016)

### 2015-2019
Het college van Gedeputeerde Staten berustte op een coalitie van VVD, D66, PvdA en CDA en bestond uit de volgende gedeputeerden:
- Jaap Bond - CDA
- Joke Geldhof - D66
- Jack van der Hoek - D66
- Cees Loggen - VVD
- Elisabeth Post - VVD
- Adnan Tekin - PvdA

### 2019-2023
Het college van Gedeputeerde Staten berustte op een coalitie van GroenLinks, VVD, D66 en PvdA en bestond uit de volgende gedeputeerden:
- Jack van der Hoek - D66 (afgetreden op 12 mei 2020)
- Ilse Zaal - D66 (aangetreden op 18 mei 2020)
- Cees Loggen - VVD
- Zita Pels - GroenLinks (afgetreden op 1 juni 2022)
- Rosan Kocken - GroenLinks (aangetreden op 20 juni 2022)
- Esther Rommel - VVD
- Edward Stigter - GroenLinks
- Adnan Tekin - PvdA (afgetreden op 10 december 2019)
- Jeroen Olthof - PvdA (aangetreden op 9 maart 2020)

### 2023-2027
Het college van Gedeputeerde Staten berust op een coalitie van BBB, VVD, GroenLinks en PvdA en bestaat uit de volgende gedeputeerden:
- Jelle Beemsterboer - BBB
- Esther Rommel - VVD
- Rosan Kocken - GroenLinks
- Jeroen Olthof - PvdA

## Landelijke verkiezingen in de provincie Noord-Holland
| Uitslagen van de verkiezingen vanaf 2006 (in percentages) | Uitslagen van de verkiezingen vanaf 2006 (in percentages) | Uitslagen van de verkiezingen vanaf 2006 (in percentages) | Uitslagen van de verkiezingen vanaf 2006 (in percentages) | Uitslagen van de verkiezingen vanaf 2006 (in percentages) | Uitslagen van de verkiezingen vanaf 2006 (in percentages) | Uitslagen van de verkiezingen vanaf 2006 (in percentages) | Uitslagen van de verkiezingen vanaf 2006 (in percentages) | Uitslagen van de verkiezingen vanaf 2006 (in percentages) | Uitslagen van de verkiezingen vanaf 2006 (in percentages) | Uitslagen van de verkiezingen vanaf 2006 (in percentages) |
| Partij                                                    | TK2006                                                    | EP2009                                                    | TK2010                                                    | TK2012                                                    | EP2014                                                    | TK2017                                                    | EP2019                                                    | TK2021                                                    | TK2023                                                    | EP2024                                                    |
| --------------------------------------------------------- | --------------------------------------------------------- | --------------------------------------------------------- | --------------------------------------------------------- | --------------------------------------------------------- | --------------------------------------------------------- | --------------------------------------------------------- | --------------------------------------------------------- | --------------------------------------------------------- | --------------------------------------------------------- | --------------------------------------------------------- |
| GL                                                        | 7,01                                                      | 12,34                                                     | 8,57                                                      | 3,12                                                      | 9,77                                                      | 12,28                                                     | 14,41                                                     | 6,49                                                      | 20,65                                                     | 26,04                                                     |
| PvdA                                                      | 22,24                                                     | 12,95                                                     | 23,63                                                     | 27,05                                                     | 11,12                                                     | 6,84                                                      | 20,35                                                     | 6,14                                                      | 20,65                                                     | 26,04                                                     |
| PVV                                                       | 5,54                                                      | 17,68                                                     | 13,55                                                     | 8,70                                                      | 12,19                                                     | 10,78                                                     | 3,03                                                      | 9,09                                                      | 19,74                                                     | 14,90                                                     |
| VVD                                                       | 18,19                                                     | 12,84                                                     | 23,52                                                     | 29,31                                                     | 13,37                                                     | 23,20                                                     | 15,72                                                     | 21,36                                                     | 17,10                                                     | 12,21                                                     |
| D66                                                       | 2,73                                                      | 15,05                                                     | 8,89                                                      | 10,33                                                     | 19,64                                                     | 14,85                                                     | 8,80                                                      | 18,38                                                     | 7,95                                                      | 10,36                                                     |
| Volt                                                      | -                                                         | -                                                         | -                                                         | -                                                         | -                                                         | -                                                         | 2,83                                                      | 3,43                                                      | 2,32                                                      | 7,10                                                      |
| PvdD                                                      | 2,70                                                      | 4,69                                                      | 1,62                                                      | 2,60                                                      | 5,64                                                      | 4,44                                                      | 5,30                                                      | 5,20                                                      | 3,12                                                      | 6,62                                                      |
| CDA                                                       | 20,98                                                     | 12,35                                                     | 8,96                                                      | 5,59                                                      | 9,99                                                      | 8,04                                                      | 7,43                                                      | 6,69                                                      | 2,28                                                      | 6,18                                                      |
| BBB                                                       | -                                                         | -                                                         | -                                                         | -                                                         | -                                                         | -                                                         | -                                                         | 0,51                                                      | 3,19                                                      | 3,78                                                      |
| NSC                                                       | -                                                         | -                                                         | -                                                         | -                                                         | -                                                         | -                                                         | -                                                         | -                                                         | 10,07                                                     | 2,92                                                      |
| FVD                                                       | -                                                         | -                                                         | -                                                         | -                                                         | -                                                         | 1,96                                                      | 10,85                                                     | 4,65                                                      | 2,46                                                      | 2,66                                                      |
| SP                                                        | 16,76                                                     | 7,39                                                      | 8,40                                                      | 8,35                                                      | 9,25                                                      | 7,06                                                      | 3,01                                                      | 5,34                                                      | 3,14                                                      | 2,28                                                      |
| CU                                                        | 2,28                                                      | 2,28                                                      | 1,47                                                      | 1,38                                                      | 2,55                                                      | 1,82                                                      | 2,30                                                      | 1,75                                                      | 1,03                                                      | 1,24                                                      |
| 50Plus                                                    | -                                                         | -                                                         | -                                                         | 2,16                                                      | 3,51                                                      | 3,10                                                      | 3,86                                                      | 0,97                                                      | 0,55                                                      | 0,92                                                      |
| JA21                                                      | -                                                         | -                                                         | -                                                         | -                                                         | -                                                         | -                                                         | -                                                         | 2,36                                                      | 0,70                                                      | 0,71                                                      |
| SGP                                                       | 0,22                                                      | [ 6 ]                                                     | 0,23                                                      | 0,34                                                      | [ 6 ]                                                     | 0,36                                                      | [ 6 ]                                                     | 0,32                                                      | 0,30                                                      | 0,61                                                      |
| DENK                                                      | -                                                         | -                                                         | -                                                         | -                                                         | -                                                         | 2,97                                                      | 1,50                                                      | 2,88                                                      | 3,38                                                      | -                                                         |
| BIJ1                                                      | -                                                         | -                                                         | -                                                         | -                                                         | -                                                         | -                                                         | -                                                         | 2,09                                                      | 0,88                                                      | -                                                         |
| overig                                                    | 1,35                                                      | 2,43                                                      | 1,17                                                      | 1,07                                                      | 2,97                                                      | 2,31                                                      | 0,61                                                      | 2,35                                                      | 1,08                                                      | 1,48                                                      |
| Opkomst                                                   | 79,74                                                     | 37,60                                                     | 75,53                                                     | 74,66                                                     | 37,41                                                     | 83,25                                                     | 44,14                                                     | 79,25                                                     | 76,65                                                     | 47,29                                                     |